# هيكل القلب

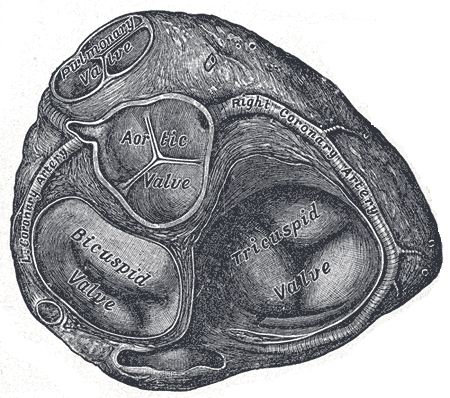
حلقات القلب الليفية

هيكل القلب (بالإنجليزية:   Cardiac skeleton)‏ هو مبنى عازل مكون من النسيج الضام الكثيف يفصل بين الأذين و البطين في القلب. هيكل القلب مكون من مجموعة من أربع حلقات متينة كولاجينية عازلة والتي توفر نقاط الاتصال لصمامات القلب الأربعة ولعضل القلب.